# Kabinett Musa Aman (11. Legislaturperiode)
Das Kabinett Musa Aman enthält die Ministerien der Landesregierung der 11. Legislaturperiode im malaysischen Bundesstaat Sabah. Ministerpräsident Musa Aman leitet seit 2003 die Regierung.
| Name des Ministeriums (malaiische Sprache)                       | Name des Ministeriums (englische Sprache)                  | deutsche Übersetzung (nicht verbindlich)                   | amtierender Minister (Stand Mai 2012)     |
| ---------------------------------------------------------------- | ---------------------------------------------------------- | ---------------------------------------------------------- | ----------------------------------------- |
| Jabatan Ketua Menteri Sabah                                      | Chief Minister’s Department                                |                                                            | Musa Hj. Aman Haji Nasir Tun Haji Sakaran |
| Kementerian Kewangan Negeri Sabah                                | Ministry of Finance                                        | Finanzministerium                                          | Musa Hj. Aman                             |
| Kementerian Pembangunan Luar Bandar Sabah                        | Ministry of Rural Development                              | Ministerium für ländliche Entwicklung                      | Ewon Ebin                                 |
| Kementerian Pelancongan, Kebudayaan dan Alam Sekitar             | Ministry of Tourism, Culture & Environment                 | Ministerium für Tourismus, Kultur und Umwelt               | Haji Masidi Manjun                        |
| Kementerian Pembangungan Masyarakat Dan Hal Ehwal Pengguna Sabah | Ministry of Community Development & Consumer Affairs       | Ministerium für Gemeinwesen und Verbraucherangelegenheiten | Hajah Azizah Mohd. Dun                    |
| Kementerian Pembangungan Infrastruktur Sabah                     | Ministry of Infrastructure Development                     | Ministerium für Infrastrukturentwicklung                   | Joseph Pairin Kitingan                    |
| Kementerian Pertanian dan Industri Makanan                       | Ministry of Agriculture & Food Industry                    | Ministerium für Landwirtschaft und Nahrungsmittelindustrie | Haji Yahya Hussin                         |
| Kementerian Kerajaan Tempatan Dan Perumahan Sabah                | Ministry of Local Government & Housing                     | Ministerium für Kommunale Verwaltung und Wohnungswesen     | Haji Hajiji Haji Noor                     |
| Kementerian Pembangunan Perindustrian                            | Ministry of Industrial Development                         | Ministerium für Industrielle Entwicklung                   | Raymond Tan Shu Kiah                      |
| Kementerian Belia Dan Sukan Sabah                                | Ministry of Youth & Sports                                 | Ministerium für Jugend und Sport                           | Peter Pang En Yin                         |
| Kementerian Pembangungan Sumber Dan Kemajun Teknologi Maklumat   | Ministry of Ressource Development & Information Technology | Ministerium für Arbeit und Informationstechnologie         | Dr. Yee Moh Chai                          |